# Isohexan
2-Methylpentan, thường được gọi là isohexan, là một alkan mạch nhánh có công thức phân tử là C6H14.

## Đồng phân
Nó là một đồng phân cấu trúc của hexan, gồm một nhóm methyl liên kết với nguyên tử carbon thứ hai trong phân tử pentan.